# Boris Połozow
Boris Nikołajewicz Połozow, ros. Борис Николаевич Полозов (ur. 1 kwietnia 1888 roku w Charkowie, zm. 23 października 1966 roku w Buenos Aires) – rosyjski wojskowy (generał major), wyższy oficer Rosyjskiego Korpusu Ochronnego, a następnie komendant 1 kozackiej szkoły junkrów podczas II wojny światowej
Ukończył gimnazjum w Charkowie, a następnie kozacką szkołę wojskową w Nowoczerkasku. Służył w 17 pułku dragonów. Od 1913 roku był oficerem w 7 białoruskim pułku kawalerii. Brał udział w I wojnie światowej. W 1917 roku awansował do stopnia rotmistrza. 20 listopada tego roku przystąpił do kozackich oddziałów wojsk białych. Od 5 marca 1918 roku dowodził 2 sotnią kawalerii uderzeniowego pułku korniłowskiego. Następnie służył w czerkieskim pułku kawalerii i pułku piechoty. Pod koniec 1918 roku w stopniu pułkownika objął dowództwo kałmuckiego pułku kawalerii. Od 12 sierpnia 1919 roku był dowódcą 1 pułku piechoty Kozaków dońskich, zaś od początku 1920 roku – 2 samodzielnej brygady Kozaków dońskich. 25 października tego roku awansował do stopnia generała majora. Po ewakuacji w listopadzie wojsk białych z Krymu do Gallipoli, zamieszkał w Turcji. W 1921 roku przeniósł się do Jugosławii. Po jej zajęciu przez wojska niemieckie w 1941 roku, podjął współpracę z okupantami. W 1942 roku wstąpił ochotniczo do Rosyjskiego Korpusu Ochronnego, który walczył na Bałkanach z partyzantami. Od 6 grudnia 1944 roku do 4 lutego 1945 roku pełnił funkcję komendanta 1 kozackiej szkoły junkrów, znajdującej się w Villa Santina w północnych Włoszech. Po zakończeniu wojny udał się na emigrację do Argentyny, gdzie zmarł 23 października 1966 roku.